# Spizaetus ornatus
Spizaetus ornatus là một loài chim trong họ Accipitridae.
Giống như tất cả các loài trong chi này, loài chim này nằm trong họ Accipitridae. Loài này nổi tiếng với màu sắc sống động của nó, khác biệt rõ rệt giữa chim trưởng thành và chim non.
Đây là loài chim ăn thịt vừa lớn, dài khoảng 56,0–68,5 cm (22,0–27,0 in), dài 117–142 cm (46–56 in) trên cánh, và nặng khoảng 960–1,650 g (2,12–3,64 lb). Nó có một đỉnh nhọn nổi bật, được nâng lên khi bị kích thích, mỏ đen, đôi cánh rộng, và một cái đuôi dài, tròn.